# Movimento pelo direito ao aborto

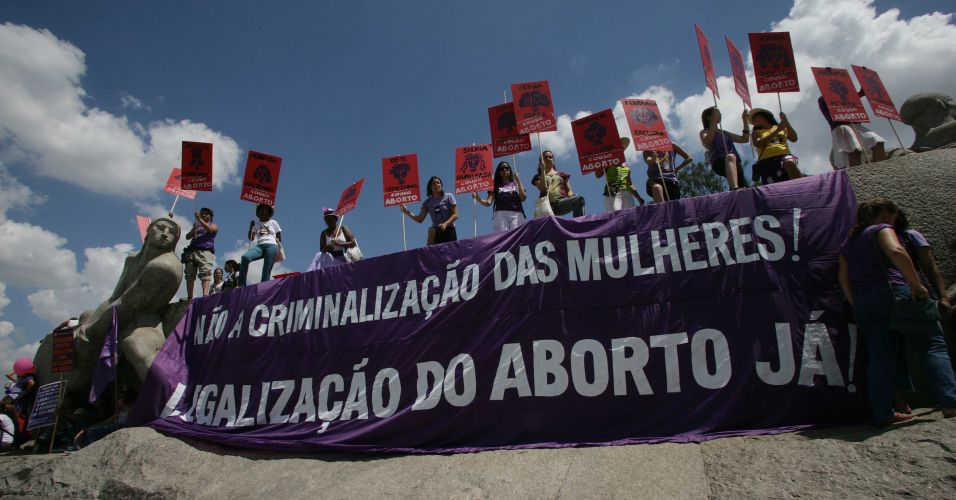
Uma manifestação de feministas em favor do aborto, em São Paulo.

O movimento pelo direito ao aborto, muitas vezes denominado pró-escolha, são as pessoas ou os movimentos sociais que defendem a liberdade individual das mulheres de poder optar entre ter ou não um filho, podendo abortar a gravidez, se assim desejar. São eles, no debate sobre o aborto, os defensores da legalização da prática. O movimento defende os direitos reprodutivos, incluindo o acesso à educação sexual, à interrupção voluntária da gravidez de forma segura e legal, à contracepção e aos tratamentos de fertilidade, assim como protecção legal contra o aborto forçado.
Em oposição ao surgimento de movimentos pró-escolha, existem os movimentos pró-vida, também chamados de anti-aborto, que se dizem contra o aborto e a favor da vida humana. Esses protegem a atividade biológica do embrião ou feto, que eles dizem ter o mesmo valor e direitos de uma pessoa já nascida, vetando à mulher a escolha de ter ou não o filho.

## Campanhas pró-escolha pelo mundo
A discussão do aborto, surgida ainda na Antiguidade, continua a ser uma das mais polêmicas na sociedade e que mais envolve diferentes pontos de vista. Há muito esforço de ambos os grupos, pró-escolha e pró-vida por legalizar ou proibir a prática do aborto. Grupos de pró-escolha pelo mundo fazem protestos para modificações legais na situação do aborto com diferentes graus de sucesso. Mesmo entre os pró-escolha, porém, há divisão em diferentes aspectos da discussão sobre modificações na lei. Poucos destes querem a sua liberação total sem regulamentação, a maioria dos pró-escolha defende uma legislação sobre o aborto que permita a escolha à mulher, garantindo também os direitos do feto, vetando o aborto depois do surgimento da personalidade humana.

## O movimento
A defesa do acesso à interrupção voluntária da gravidez é vista de formas variadas dentro do movimento, desde os que consideram ser essencial a mulher ter controlo total sobre o seu corpo (podendo praticar o aborto em qualquer momento da gravidez) até aqueles que defendem a legalização da interrupção voluntária da gravidez apenas em situações de recurso, como violação, ou quando a mulher não tem condições para criar uma nova criança.
Diversos grupos e indivíduos atuam em campanhas pró-escolha, desde religiosos a laicos, incluindo médicos, cientistas, advogados e pessoas de diversas ocupações e ideologias.
O movimento é conhecido internacionalmente como pro-choice, termo utilizado em países de língua inglesa para defender o "direito à escolha" (de ter ou não filhos, e de poder abortar).
A visão deste movimento é que a mulher terá uma vida melhor se não for forçada a prosseguir uma maternidade não desejada e que a vida, tanto dos filhos como dos pais, em geral é mais positiva quando a interrupção voluntária da gravidez não é criminalizada. Adicionalmente, a ilegalidade do aborto leva à procura por abortos ilegais, usualmente em condições insalubres. Aproximadamente 13% da mortalidade materna é resultado de abortos realizados em condições precárias.
Melanie McCulley, uma advogada da Carolina do Sul, cunhou o termo "aborto masculino" em um artigo em 1998, sugerindo uma teoria que começa a premissa de que se a mulher tem a escolha de abortar e desse modo extinguir seus direitos e deveres maternos, sobre o contexto legal de igualdade entre os sexos, o homem também teria o mesmo direito de escolher extinguir seus direitos e deveres paternos. Esse conceito é suportado por pela ex-presidente da organização feminista National Organization for Women (i.e. Organização Nacional das Mulheres), Karen DeCrow.
Os movimentos pró-escolha consideram que os movimentos pró-vida, por se oporem à prática legal do aborto induzido, limitam o acesso das mulheres à educação sexual e ao planeamento familiar e, na prática, fazem  aumentar o número de interrupções voluntárias da gravidez efetivamente realizadas, quer no próprio país, quer em países terceiros com legislação mais liberal, como foi o caso de Portugal em relação à Espanha durante vários anos.

## Movimentos pró-escolha em Portugal
Este movimento existe em Portugal de forma visível desde a revolução de 1974. Na discussão da nova Constituição do país foi abordada várias vezes a possibilidade do acesso por opção da mulher à interrupção voluntária da gravidez. No entanto estas posições não foram incluídas na versão final do documento e o movimento foi tendo momentos mais ou menos públicos na esfera pública nacional, tendo sido encabeçado por diferentes protagonistas até ao momento do referendo de 1998 sobre a interrupção voluntária da gravidez em que se organizaram de forma mais formal diversos agentes do mesmo. De destacar a posição da Associação para o Planeamento da Família neste movimento, que defendeu publicamente o acesso ao planeamento familiar, mesmo nos tempos da ditadura, conseguindo a introdução da pílula em 1967 e defendendo a cobertura legal da interrupção voluntária da gravidez desde 1977. O movimento pró-escolha tornou-se novamente mais visível em consequência do novo referendo, realizado em 11 de fevereiro de 2007, que resultou na despenalização e no acesso à interrupção voluntária da gravidez até às 10 semanas em estabelecimentos de saúde reconhecidos oficialmente (o que inclui o Serviço Nacional de Saúde e clínicas privadas).